# Slayers Excellent
Slayers Excellent (スレイヤーズえくせれんと?, Sureiyāzu Ekuserento) è una serie di 3 OAV, tratta dalla serie televisiva Slayers, composta da tre episodi pubblicati tra il 1998 e il 1999 dalla Bandai Visual per la regia di Hiroshi Watanabe. Questa serie è inedita in Italia.

## Trama
Nel primo episodio intitolato Labirinto si assiste al primo incontro fra Lina Inverse e Naga the White Serpent, che si scontreranno per la prima volta, e nella stessa occasione dovranno unire le forze per sconfiggere un vampiro durante una missione di recupero. Nel secondo episodio Un futuro spaventoso, Lina viene assunta come guardia del corpo di Sirene, la figlia di un potente miliardario. Tuttavia la maggior parte del compenso di Lina per l'incarico sarà speso dalla stessa Sirene. Ma le cose andranno a rotoli quando Sirene viene rapita, e Lina deve nuovamente chiedere l'aiuto di Naga. Nel terzo episodio La grande strategia di moda di Lina-chan infine Lina e Naga si sfideranno in una gara di moda.

## Doppiaggio
| Personaggio          | Doppiatore         |
| -------------------- | ------------------ |
| Lina Inverse         | Megumi Hayashibara |
| Nāga                 | Maria Kawamura     |
| Steindorf il vampiro | Shō Hayami         |
| Fitzmeier            | Hiroshi Naka       |
| Sirene               | Kumiko Watanabe    |
| Alphonse             | Shinichiro Miki    |
| Tatiana Dayward      | Aya Hisakawa       |
| Marty Lenford        | Mayumi Iizuka      |

## Episodi
| Nº | Titolo italiano (traduzione letterale) Giapponese 「Kanji」 - Rōmaji                                    | Prima edizione   | Prima edizione |
| Nº | Titolo italiano (traduzione letterale) Giapponese 「Kanji」 - Rōmaji                                    | Giapponese       |                |
| 1  | Labirinto 「らびりんす」 - Rabirinsu                                                                    | 25 ottobre 1998  |                |
| 2  | Un futuro spaventoso 「恐るべき未来」 - Osorubeki mirai                                                 | 18 dicembre 1998 |                |
| 3  | La grande strategia di moda di Lina-chan 「リナちゃん♥おしゃれ大作戦」 - Rina-chan ♥ oshare dai sakusen | 25 marzo 1999    |                |

## Colonna sonora
Sigla di chiusura
- Never Die cantata da Masami Okui